# La sombra del intruso
La sombra del intruso (título original: Persons Unknown) es una película estadounidense de acción y suspenso de 1996, dirigida por George Hickenlooper, escrita por Craig Smith, musicalizada por Ed Tomney, en la fotografía estuvo Richard Crudo y los protagonistas son Joe Mantegna, Kelly Lynch y Naomi Watts, entre otros. El filme fue realizado por Promark Entertainment Group y Spectacor Films; se estrenó el 27 de diciembre de 1996.

## Sinopsis
Un expolicía y actual especialista en seguridad tiene una aventura con Amanda, luego de que ella se cruzara en su camino a propósito, era parte del plan que ideó junto a su hermana, para finalmente conseguir los códigos de seguridad de la oficina de un cliente. Las chicas y su grupo hurtan al cliente y esconden lo robado. El detective los ha estado persiguiendo y logra hacerse del dinero. Después de todo lo sucedido, se termina enamorando de una de las hermanas. Parece que su cliente es un narcotraficante y se ve forzado a arriesgar su vida para poner a salvo a Molly y Amanda.